# Ernie Hudson Jr
Ernie Hudson, Jr. est un acteur américain, né le 9 mars 1965. 

## Biographie
Ernie Hudson est le fils de Ernie Hudson, avec qui il a tourné dans Oz.
Il est notamment connu pour son rôle de Hamid Khan dans la série télévisée Oz.